# Fejér
Pour l’article homonyme, voir Lipót Fejér.
Fejér est un comitat du centre de la Hongrie.

## Localisation
Les reliefs de Fejér sont variés. En effet la partie sud du comitat est adjacent avec l'Alföld, une grande plaine, est donc peu vallonnée. Mais on trouve des zones montagneuses comme la région de Bakony.
Le lac de Velence se situe dans le comitat de Fejér et attire chaque année des touristes.

## Organisation administrative

### Districts
Jusqu'en 2013, le comitat était divisé en micro-régions statistiques. À la suite de la réforme territoriale du 1er janvier 2013, elles ont été remplacées par les districts (járás). 
Au commencent, il y avait 9 districts dans le comitat, mais au 1er janvier 2015, celui de Polgárdi ayant été supprimé, il compte aujourd'hui 8 districts :
| District                                | Siège          | Superficie | Population | Localités |
| --------------------------------------- | -------------- | ---------- | ---------- | --------- |
| District de Bicske                      | Bicske         | 520,10     | 34 786     | 14        |
| District de Dunaújváros                 | Dunaújváros    | 650,05     | 93 625     | 16        |
| District d'Enying                       | Enying         | 278,46     | 12 668     | 5         |
| District de Gárdony                     | Gárdony        | 306,79     | 29 854     | 10        |
| District de Martonvásár                 | Martonvásár    | 277,13     | 26 840     | 8         |
| District de Mór                         | Mór            | 395,13     | 32 894     | 12        |
| District de Polgárdi (Supprimé en 2015) | Polgárdi       | 294,94     | 19 903     | 9         |
| District de Sárbogárd                   | Sárbogárd      | 653,52     | 28 188     | 12        |
| District de Székesfehérvár              | Székesfehérvár | 982,33     | 146 823    | 22        |

### Ville de droit comital
- Székesfehérvár (101755)
- Dunaújváros (49183)

### Villes
- Mór (14 466 habitants)
- Sárbogárd (13 146 habitants)
- Bicske (11 430 habitants)
- Ercsi (8563 habitants)
- Gárdony (8917 habitants)
- Enying (7035 habitants)
- Polgárdi (6840 habitants)
- Pusztaszabolcs (6236 habitants)
- Martonvásár (5650 habitants)
- Csákvár (5258 habitants)
- Velence (5019 habitants)
- Bodajk (4106 habitants)
- Adony (3831 habitants)

## Communes
- Aba
- Alap
- Alcsútdoboz
- Alsószentiván
- Bakonycsernye
- Bakonykúti
- Balinka
- Baracs
- Baracska
- Beloiannisz
- Besnyő
- Bodmér
- Cece
- Csabdi
- Csákberény
- Csókakő
- Csór
- Csősz
- Daruszentmiklós
- Dég
- Előszállás
- Etyek
- Fehérvárcsurgó
- Felcsút
- Füle
- Gánt
- Gyúró
- Hantos
- Igar
- Iszkaszentgyörgy
- Isztimér
- Iváncsa
- Jenő
- Kajászó
- Káloz
- Kápolnásnyék
- Kincsesbánya
- Kisapostag
- Kisláng
- Kőszárhegy
- Kulcs
- Lajoskomárom
- Lepsény
- Lovasberény
- Magyaralmás
- Mány
- Mátyásdomb
- Mezőfalva
- Mezőkomárom
- Mezőszentgyörgy
- Mezőszilas
- Moha
- Nadap
- Nagykarácsony
- Nagylók
- Nagyveleg
- Nagyvenyim
- Nádasdladány
- Óbarok
- Pákozd
- Pátka
- Pázmánd
- Perkáta
- Pusztavám
- Rácalmás
- Ráckeresztúr
- Sáregres
- Sárkeresztes
- Sárkeresztúr
- Sárkeszi
- Sárosd
- Sárszentágota
- Sárszentmihály
- Seregélyes
- Soponya
- Söréd
- Sukoró
- Szabadbattyán
- Szabadegyháza
- Szabadhídvég
- Szár
- Tabajd
- Tác
- Tordas
- Újbarok
- Úrhida
- Vajta
- Vál
- Vereb
- Vértesacsa
- Vértesboglár
- Zámoly
- Zichyújfalu